# Narcis Coman
Pour les articles homonymes, voir Coman.
Narcis Coman, né le 5 novembre 1946 à Giurgiu en Roumanie, est un footballeur international roumain, qui évoluait au poste de gardien de but. 
Il compte 12 sélections en équipe nationale entre 1967 et 1978. 

## Biographie

### Carrière de joueur
Au cours de sa carrière, il dispute un total de 214 matchs en première division roumaine.

### Carrière internationale
Narcis Coman compte 12 sélections avec l'équipe de Roumanie entre 1967 et 1978.
Il est convoqué pour la première fois par le sélectionneur national Constantin Teaşcă pour un match amical contre la Pologne le 29 octobre 1967 (0-0). Il reçoit sa dernière sélection le 19 décembre 1978 contre l'Israël (1-1). 
Le 27 octobre 1968, il joue un match face au Portugal comptant pour les tours préliminaires du mondial 1970.

## Palmarès

### Joueur
- Avec le Steaua Bucarest :
  - Vainqueur de la Coupe de Roumanie en 1971

- Avec le SC Bacău :
  - Champion de Roumanie de D2 en 1975

- Avec le CS Târgoviște :
  - Champion de Roumanie de D2 en 1977

### Distinction personnelle
- Élu footballeur roumain de l'année en 1978